# 高山薫
高山 薫（たかやま かおる、1988年7月8日 - ）は、神奈川県川崎市高津区出身のプロサッカー選手。ポジションはミッドフィールダー。

## 来歴

### プロ入り前
6歳の時に幼稚園の先生に誘われたことがキッカケでサッカーを始めた。小学6年生の時にはサッカーの川崎市選抜にも選出されている。
中学・高校時代は、同期の永木亮太と一緒に川崎フロンターレの下部組織に在籍していたが、トップチームに昇格することは出来ず、専修大学に進学。大学2年時に「関東大学選抜B」に選出、大学4年時には神村奨と2トップを組んで12得点を挙げ、2010年の関東大学サッカーリーグ2部での最多得点者となった。

### プロ入り後
2011年に湘南ベルマーレに加入。大卒1年目ながらリーグ戦35試合に出場し、チームトップの9得点を挙げる活躍を見せた。
2012年は、同年より監督に就任した曺貴裁の下、「動き出しの早さで相手より前を取れるという薫のよさがチームに活かされたらいい」という意図により、3-4-3の左ウイングバックに起用された。リーグ戦38試合で6ゴール・4アシストの活躍を見せ、チームのJ1復帰に大きく貢献した。2013年もリーグ戦でチームトップタイの4得点を挙げるも、チームはJ2降格となった。
2014年、柏レイソルに完全移籍。柏では、湘南時代とは逆の右サイド や、3-6-1の2シャドーの一角 としてもプレーした。
2015年、湘南に完全移籍で復帰。同年は主戦場のサイドでは無く主にシャドーでプレー。出場停止1試合を除く全試合に先発出場を果たしJ1自己最多の7得点をマークした他、Jリーグが計測したトラッキングデータでは走行距離でリーグ5位、スプリント回数ではリーグ2位を記録し、「走るベルマーレ」の象徴としてチームの8位進出に貢献した。
2016年は永木亮太、秋元陽太、遠藤航らが移籍した中で残留を決断し、曺からの推薦によりキャプテンに就任。以後3シーズン連続でキャプテンを務めた。前年同様リーグ戦33試合（内1試合は途中出場）に出場したが、チームはシーズン17位となりJ2降格となった。
2017年は3月25日のJ2第5節・千葉戦で全治8ヶ月・前十字靭帯損傷の怪我を負い、シーズンの大半を棒に振った。第40節・福岡戦にて交代出場により公式戦復帰を果たした。
2018年は先発から外れる機会が増えたが、同年のJリーグカップ決勝・横浜FM戦では1点リードで迎えた後半32分に投入されると、身体を張って相手の攻撃を防ぎ優勝に貢献。表彰式ではチームメイトに背中を押され、優勝カップを掲げた。
2019年、大分トリニータに完全移籍。開幕から左サイドの先発ポジションを掴んだが、シーズン途中に田中達也が加入して以降は出場機会を減らした。
2021年7月9日、SC相模原への期限付き移籍が発表された。2022年より相模原に完全移籍したが、出場機会を掴めず同年限りで契約満了となった。
2023年1月20日、台湾社会人甲級サッカーリーグの台中Futuroへの移籍が発表された。

## 人物・エピソード
- 名字については湘南公式HPからの内定時のリリースには「髙山」と梯子高が使用されていたが[4]、それ以降の各クラブ並びにJリーグのリリース・プロフィールなどでは「高山」表記が使用されている[8][11][19][25]。
- 父親は大分県中津市出身で、2019年春から中津市の祖母の家へ両親が移住している。移住の3、4年前から決まっていたことであったが、同年高山が大分トリニータへ移籍することとなり「運命的なものを感じた」と語っている[26]。
- 湘南時代にチームメイトであった永木亮太とは、川崎フロンターレのジュニアユース時代の同期であり、湘南在籍時は永木や猪狩佑貴と一緒に行動していたという[27]。
- 川崎フロンターレ戦では2014年時点で通算5試合5得点と、川崎キラーである[28]。自身のJ1初ゴールや[29]、柏での移籍後初ゴールを決めた相手も川崎であった[10]。
- 目立つことが好きな性格である。兄の影響もあってお洒落にも気を配っており、服を買うことが趣味の一つであるという[1]。音楽やコーヒーにもこだわりを持っている[30]。
- 小学6年生の時に憧れていた選手は西澤明訓であり、当時は彼の真似をしてユニフォームのエリを立てていたという[2]。
- 山本リンダの「どうにもとまらない」を自身のテーマ曲にしており[7]、柏レイソルでの彼のチャントに同曲が使われた際は、本人も「歌は相当良いです。たまらない。」と発言している[9]。

## 所属クラブ
- 1995年 - 2000年 ゴールハンターユナイテッド (川崎市立末長小学校)
- 2001年 - 2003年 川崎フロンターレU-15 (川崎市立橘中学校)
- 2004年 - 2006年 川崎フロンターレU-18 (生田東高校)
- 2007年 - 2010年 専修大学（経営学部）
- 2011年 - 2013年  湘南ベルマーレ
- 2014年  柏レイソル
- 2015年 - 2018年  湘南ベルマーレ
- 2019年 - 2021年  大分トリニータ
  - 2021年7月 - 同年12月  SC相模原（期限付き移籍）
- 2022年  SC相模原
- 2023年 -  台中Futuro

## 個人成績
| 国内大会個人成績 | 国内大会個人成績 | 国内大会個人成績 | 国内大会個人成績 | 国内大会個人成績 | 国内大会個人成績 | 国内大会個人成績 | 国内大会個人成績 | 国内大会個人成績 | 国内大会個人成績 | 国内大会個人成績 | 国内大会個人成績 |
| 年度             | クラブ           | 背番号           | リーグ           | リーグ戦         | リーグ戦         | リーグ杯         | リーグ杯         | オープン杯       | オープン杯       | 期間通算         | 期間通算         |
| 年度             | クラブ           | 背番号           | リーグ           | 出場             | 得点             | 出場             | 得点             | 出場             | 得点             | 出場             | 得点             |
| 日本             | 日本             | 日本             | 日本             | リーグ戦         | リーグ戦         | リーグ杯         | リーグ杯         | 天皇杯           | 天皇杯           | 期間通算         | 期間通算         |
| ---------------- | ---------------- | ---------------- | ---------------- | ---------------- | ---------------- | ---------------- | ---------------- | ---------------- | ---------------- | ---------------- | ---------------- |
| 2011             | 湘南             | 23               | J2               | 35               | 9                | -                | -                | 4                | 2                | 39               | 11               |
| 2012             | 湘南             | 23               | J2               | 38               | 6                | -                | -                | 1                | 0                | 39               | 6                |
| 2013             | 湘南             | 8                | J1               | 32               | 4                | 3                | 0                | 1                | 0                | 36               | 4                |
| 2014             | 柏               | 13               | J1               | 32               | 4                | 10               | 0                | 2                | 0                | 44               | 4                |
| 2015             | 湘南             | 23               | J1               | 33               | 7                | 3                | 0                | 1                | 1                | 37               | 8                |
| 2016             | 湘南             | 23               | J1               | 33               | 4                | 5                | 0                | 2                | 1                | 40               | 5                |
| 2017             | 湘南             | 23               | J2               | 8                | 2                | -                | -                | 0                | 0                | 8                | 2                |
| 2018             | 湘南             | 23               | J1               | 22               | 0                | 8                | 1                | 2                | 1                | 32               | 2                |
| 2019             | 大分             | 23               | J1               | 20               | 0                | 2                | 0                | 2                | 0                | 24               | 0                |
| 2020             | 大分             | 23               | J1               | 11               | 0                | 2                | 0                | -                | -                | 13               | 0                |
| 2021             | 大分             | 23               | J1               | 1                | 0                | 3                | 0                | 0                | 0                | 4                | 0                |
| 2021             | 相模原           | 8                | J2               | 4                | 0                | -                | -                | -                | -                | 4                | 0                |
| 2022             | 相模原           | 23               | J3               | 11               | 0                | -                | -                | -                | -                | 11               | 0                |
| 通算             | 日本             | 日本             | J1               | 184              | 19               | 36               | 1                | 10               | 3                | 230              | 23               |
| 通算             | 日本             | 日本             | J2               | 85               | 17               | -                | -                | 5                | 2                | 90               | 19               |
| 通算             | 日本             | 日本             | J3               | 11               | 0                | -                | -                | 0                | 0                | 11               | 0                |
| 総通算           | 総通算           | 総通算           | 総通算           | 280              | 36               | 36               | 1                | 15               | 5                | 331              | 42               |

- Jリーグ初出場： 2011年3月7日 J2第1節 vsファジアーノ岡山 (平塚競技場)
- Jリーグ初得点： 2011年5月8日 J2第11節 vs愛媛FC (平塚競技場)

## タイトル

### クラブ
専修大学
- 関東大学サッカーリーグ戦2部：1回（2010年）

柏レイソル
- スルガ銀行チャンピオンシップ：1回（2014年）

湘南ベルマーレ
- Jリーグカップ：1回（2018年）
- J2リーグ：1回（2017年）

### 個人
- J2 Exiciting 20（2011年）

## 代表・選抜歴
- 2005年
  - 神奈川県国体選抜
- 2008年
  - 関東大学選抜B